# 東大路ムツキ
東大路 ムツキ（ひがしおおじ ムツキ、6月6日 - ）は日本の漫画家、イラストレーター。京都府京都市出身。

## 人物
明治～大正時代、文豪、オカルト、都市伝説好き。

## 作品リスト

### 連載
- 真の仲間になれなかったお姫様は、辺境でスローライフすることにしました（原作：ざっぽん、『少年エースplus』2021年10月6日[2] - 2024年1月24日[3]、全3巻）
- 狐の許嫁は嘲り嗤う（『月刊コミックジーン』2024年5月号[4] - 2025年8月号[5]、全2巻）
  1. 2024年8月27日発売[6]、ISBN 978-4-04-683860-5
  2. 2025年7月26日発売[7]、ISBN 978-4-04-684857-4

### 読切
- 十五夜ヰンフェルノ（『月刊少年エース』2020年12月号）
- 歪愛アグリーメント（『まんが4コマぱれっと』2021年8月号）

### アンソロジー
- アズールレーン コミックアンソロジー Breaking!! VOL.5（2021年発売、一迅社）
- 文豪ストレイドッグス 公式アンソロジー ～奏～（2023年発売[8]、KADOKAWA）
- 文豪ストレイドッグス 公式アンソロジー ～睦～（2023年発売、KADOKAWA）

### イラスト
- リアルな肉感キャラを描く！塗りフェチ事典 女の子編（2022年2月28日発売、ホビージャパン）
- VASSH ボイスドラマ Another Story #01『ひまわり』（セムナリオ、スターダストプロモーション）
- VASSH ボイスドラマ Another Story #02『桔梗』（セムナリオ、スターダストプロモーション）
- VASSH ボイスドラマ Another Story #03『ネモフィラ』（セムナリオ、スターダストプロモーション）
- VASSH ボイスドラマ Another Story #04『クローバー』（セムナリオ、スターダストプロモーション）
- VASSH ボイスドラマ Another Story #05『ポインセチア』（セムナリオ、スターダストプロモーション）

### 学習漫画
- 大学入試 マンガで世界史が面白いほどわかる本（2018年10月15日発売、KADOKAWA）
- 大学入試 マンガで倫理が面白いほどわかる本（2018年10月15日発売、KADOKAWA）
- 大学入試 マンガで地理が面白いほどわかる本（2019年9月2日発売、KADOKAWA）